# 氷点下

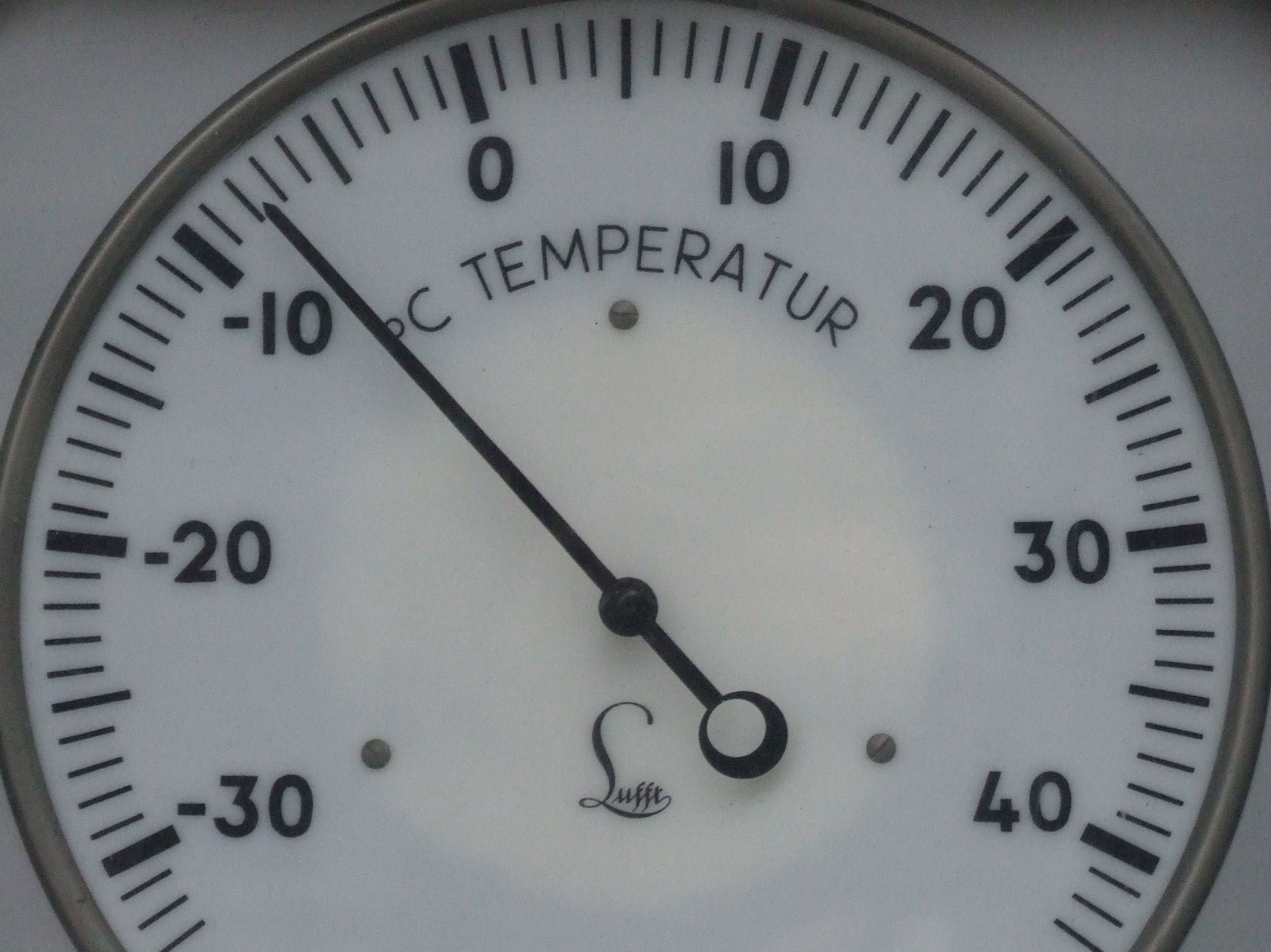
−8 °Cを示す温度計

氷点下（ひょうてんか）は、氷点（水の凝固点・氷の融点）よりも低い温度である。
常圧での水の融点は 273.152519 K、すなわち 0.002519 °C であり（水の性質を参照）、この温度以下を零下（れいか）とも呼ぶ。実用上は0 °Cをもって融点とし、「マイナス」を「氷点下」に置き換えて、例えば「−10 °C」を「氷点下10度」のように言う。華氏度においては、32°Fが氷の融点となることから、32°Fから華氏度の値を引いて、例えば「22°F」を「氷点下10度」(10 degrees of frost)のように言う。
氷点は水に含まれる不純物の種類や量によって容易に変化することから、広義では単に水が凝固する温度点の意味で用いられる。
水が液体から固体へ状態変化する温度の境界線より低い状態であり、この境界を跨いで温度が変化することで水分の多い地球上の自然現象や生態系に様々な影響を及ぼすことから、一つの温度の指標として重要なものとなっている。

## 氷点下での現象

### 地球
自然界では、氷点下での環境は緯度が高い地域で寒冷期に実現する。特に緯度が高い場合は一年を通して氷点下を維持し続けることから、このような地域の大地は半永久的に凍結した状態にあり、永久凍土と呼ばれる。
氷点下では地球表面の多くを覆う水が凍結するため、空気中の水分が凍結して乱舞するダイヤモンドダストは氷点下特有の現象である。また海の表面が凍結して巨大な氷の塊である氷山が発生する現象も、海水温度が氷点下になることにより見られる現象である。このように、氷点下に特有な現象というのが数多く存在し、地球環境に大きく左右されることになる。

### 生物
氷点下での環境は生物にとって過酷な条件であることが多く、冷酷な地域での活動に特化した生物でない場合、長時間いると体温が奪われて凍死してしまう。そのため適切な寒さ対策が必要であり、寒冷な地域での生活が可能な生物は体の表面が毛皮に覆われている。人間も本来、氷点下での生活は不可能であるものの、寒さ対策が行われることにより生活できるようになっている。
氷点下の環境で生物の活動が活発でなくなる原因としては、化学の分野から見た場合多くが説明できる。氷点下では水が凍結するため、生物の体の大部分を構成する物質である水が凍ってしまうと生物の循環器が停止してしまうためである。